# Oblačina
Oblačina (cyr. Облачина) – wieś w Serbii, w okręgu niszawskim, w gminie Merošina. W 2011 roku liczyła 447 mieszkańców.